# Tetraonyx dubiosa
Tetraonyx dubiosa es una especie de coleóptero de la familia Meloidae.

## Distribución geográfica
Habita en Baja California (Estados Unidos).